# We Will Fall
«We Will Fall» — песня протопанк-группы The Stooges, вошедшая третьим треком на их одноимённый дебютный альбом; композиция замыкает первую сторону пластинки. Является одной из самых своеобразных песен, записанных The Stooges.

## История
«We Will Fall» написана Игги Попом под впечатлением от вечера, который он провёл в гостинице Chelsea Hotel в ожидании своей девушки, Нико.
В отличие от других песен альбома — энергичных, построенных на гитарных риффах и драйвовой ритм-секции, «We Will Fall» представляет собой тянущуюся 10 минут песню-мантру, идущую в основном не под аккомпанемент музыкальных инструментов, а под повторяющуюся все десять минут индийскую мантру «Om shri ram jai ram jai jai ram». На фоне этой распевки в какой-то момент появляется вокал Игги Попа, не столько поющего, сколько медленно проговаривающего мрачные слова песни. К концу композиции вступает скрипка (на ней играл продюсер записи, Джон Кейл) и переборы гитары с эффектом wah-wah, под которые Поп многократно произносит «goodbye» (с англ. — «прощай»).
Тяжёлая для восприятия, необычная песня многими воспринимается как главный минус пластинки, другими — как прото-панковый шедевр. Она, возможно, вдохновлена песнями The Doors (например, «My Wild Love») и длинными атональными композициями The Velvet Underground (в особенности «Sister Ray»). Высказывалось[кем?] мнение, что «We Will Fall» — единственная в альбоме, где удалось воплотить свои авангардистские амбиции Джону Кейлу. Сам Поп отзывался о песне: «Обычно на каждом из моих альбомов есть песня, о которой люди говорят: „Если он облажается, то облажается по-крупному. Это совершенно неслушабельный претенциозный кусок дерьма“».

## Наследие
- «We Will Fall» была исполнена группой нео-психоделии Sky Cries Mary[англ.] в 1993 году для альбома A Return to the Inner Experience[англ.][источник не указан 725 дней].
- Для трибьюта We Will Fall: The Iggy Pop Tribute песню перепел Ленни Кей[источник не указан 725 дней].
- Аллюзия на «We Will Fall» присутствует в песне «Teen Age Riot» Sonic Youth[источник не указан 725 дней].